# 聖克魯斯阿納爾基托
聖克魯斯阿納爾基托（西班牙語：Santa Cruz Analquito），是薩爾瓦多的城鎮，位於該國中部，由庫斯卡特蘭省負責管轄，面積11.81平方公里，海拔高度486米，2007年人口2,585，人口密度每平方公里218.88人。
13°39′N 88°57′W / 13.650°N 88.950°W